# Johann Hugo von dem Bongard zu Paffendorf
Johann Hugo von dem Bongard zu Paffendorf (* 18. Juni 1743; † 6. Februar 1789 in Münster) war Domherr in Münster.

## Leben
Johann Hugo von dem Bongard zu Paffendorf war der älteste Sohn des gleichnamigen jülichschen Erbkämmerers und dessen Gemahlin Maria Josina von Hochstetten zu Niederzier. Das Erbe als Stammherr zu Winandsrath/Paffendorf trat Johann Hugos Bruder Sigismund Reinhard an. Sein anderer Bruder Johann Friedrich war Domherr in Worms.
Johann Hugo kam im Jahre 1765 durch den Verzicht des Domherrn Franz Wilhelm von Öttingen in den Besitz einer Dompräbende in Münster. Er war Subdiakon und schon früh durch eine schwere Krankheit gezeichnet.